# Страткона (Британська Колумбія)
Регіональний округ Страткона (англ. Strathcona) — регіональний округ в Канаді, у провінції Британська Колумбія.

## Населення
За даними перепису 2016 року, регіональний округ нараховував 44671 жителя, показавши зростання на 3,3%, порівняно з 2011-м роком. Середня густина населення становила 2,4 осіб/км².
З офіційних мов обидвома одночасно володіли 3 135 жителів, тільки англійською — 41 175, тільки французькою — 10, а 90 — жодною з них. Усього 2,800 осіб вважали рідною мовою не одну з офіційних, з них 180 — одну з корінних мов, а 55 — українську.
Працездатне населення становило 59,3% усього населення, рівень безробіття — 9,9% (11,9% серед чоловіків та 7,8% серед жінок). 83,3% були найманими працівниками, 14,7% — самозайнятими.
Середній дохід на особу становив $42 050 (медіана $31 936), при цьому для чоловіків — $52 011, а для жінок $32 224 (медіани — $40 954 та $25 401 відповідно).
31,1% мешканців мали закінчену шкільну освіту, не мали закінченої шкільної освіти — 19%, 49,9% мали післяшкільну освіту, з яких 26,5% мали диплом бакалавра, або вищий, 100 осіб мали вчений ступінь.
| Статево-вікова структура населення | Статево-вікова структура населення | Статево-вікова структура населення | Статево-вікова структура населення | Статево-вікова структура населення |
| ---------------------------------- | ---------------------------------- | ---------------------------------- | ---------------------------------- | ---------------------------------- |
|                                    |                                    |                                    |                                    |                                    |
| Всього                             | Всього                             | 49,8%50,2%                         |                                    |                                    |
| 0 — 14 років                       | 0 — 14 років                       |                                    | 15%                                | 15%                                |
| 15 — 64 років                      | 15 — 64 років                      |                                    | 63,2%                              | 63,2%                              |
| 65 і більше                        | 65 і більше                        |                                    | 21,8%                              | 21,8%                              |
| 85 і більше                        | 85 і більше                        |                                    | 2,1%                               | 2,1%                               |
| 100 і більше                       | 100 і більше                       |                                    | 0%                                 | 0%                                 |
| Середній вік (років)               | Середній вік (років)               | 44,145,1                           | 44,6                               | 44,6                               |
| Медіана (років)                    | Медіана (років)                    | 47,648,8                           | 48,2                               | 48,2                               |
| — чоловіки — жінки                 |                                    |                                    |                                    |                                    |

| Походження мешканців:     | Походження мешканців:     | Походження мешканців: | Походження мешканців: | Походження мешканців: |
| ------------------------- | ------------------------- | --------------------- | --------------------- | --------------------- |
| Походження                |                           |                       | осіб                  | %                     |
| Корінні американці        | Корінні американці        |                       | 6 045                 | 13.8%                 |
| Інше північноамериканське | Інше північноамериканське |                       | 12 435                | 28.38%                |
| Європейське               | Європейське               |                       | 34 655                | 79.1%                 |
| британське                | британське                |                       | 25 945                | 59.22%                |
| французьке                | французьке                |                       | 4 925                 | 11.24%                |
| українське                | українське                |                       | 2 550                 | 5.82%                 |
| Карибське                 | Карибське                 |                       | 90                    | 0.21%                 |
| Латинськоамериканське     | Латинськоамериканське     |                       | 345                   | 0.79%                 |
| Африканське               | Африканське               |                       | 270                   | 0.62%                 |
| Азійське                  | Азійське                  |                       | 1 765                 | 4.03%                 |
| Океанійське               | Океанійське               |                       | 280                   | 0.64%                 |

| Зайнятість населення за галузями (за класифікацією NOC): | Зайнятість населення за галузями (за класифікацією NOC): | Зайнятість населення за галузями (за класифікацією NOC): | Зайнятість населення за галузями (за класифікацією NOC): | Зайнятість населення за галузями (за класифікацією NOC): |
| -------------------------------------------------------- | -------------------------------------------------------- | -------------------------------------------------------- | -------------------------------------------------------- | -------------------------------------------------------- |
|                                                          |                                                          |                                                          |                                                          |                                                          |
| Управління                                               | Управління                                               |                                                          | 10%                                                      | 10%                                                      |
| Бізнес, фінанси та адміністрування                       | Бізнес, фінанси та адміністрування                       |                                                          | 12,6%                                                    | 12,6%                                                    |
| Природничі та прикладні науки                            | Природничі та прикладні науки                            |                                                          | 6,2%                                                     | 6,2%                                                     |
| Охорона здоров'я                                         | Охорона здоров'я                                         |                                                          | 7,1%                                                     | 7,1%                                                     |
| Освіта, правозахист, муніципальні та урядові служби      | Освіта, правозахист, муніципальні та урядові служби      |                                                          | 9,5%                                                     | 9,5%                                                     |
| Мистецтво, культура, відпочинок та спорт                 | Мистецтво, культура, відпочинок та спорт                 |                                                          | 2,8%                                                     | 2,8%                                                     |
| Роздрібна торгівля та послуги                            | Роздрібна торгівля та послуги                            |                                                          | 24,2%                                                    | 24,2%                                                    |
| Гуртова торгівля, транспорт та обладнання                | Гуртова торгівля, транспорт та обладнання                |                                                          | 17,9%                                                    | 17,9%                                                    |
| Природні ресурси, сільське господарство                  | Природні ресурси, сільське господарство                  |                                                          | 7,4%                                                     | 7,4%                                                     |
| Виробництво                                              | Виробництво                                              |                                                          | 2,3%                                                     | 2,3%                                                     |

## Населені пункти
До складу регіонального округу входять місто Кемпбелл-Ривер (Британська Колумбія), села Тахсис, Сейворд, Голд-Ривер, Зебалоус, індіанські резервації Ченакінт 12, Тса-Хана 18, Еатіс 11, Аамінакуус 12, Кейп-Мадж 10, Оклукдж 7, Гомалко 9, Кемпбелл-Ривер 11, Кінсам 12, Гупсітас 6, а також хутори, інші малі населені пункти та розосереджені поселення.

## Клімат
Середня річна температура становить 8,3°C, середня максимальна – 18,3°C, а середня мінімальна – -2,7°C. Середня річна кількість опадів – 1 984 мм.
| Клімат поселення                              | Клімат поселення | Клімат поселення | Клімат поселення | Клімат поселення | Клімат поселення | Клімат поселення | Клімат поселення | Клімат поселення | Клімат поселення | Клімат поселення | Клімат поселення | Клімат поселення | Клімат поселення |
| Показник                                      | Січ.             | Лют.             | Бер.             | Квіт.            | Трав.            | Черв.            | Лип.             | Серп.            | Вер.             | Жовт.            | Лист.            | Груд.            |                  |
| Середній максимум, °C                         | 5,82             | 7,21             | 8,92             | 11,33            | 14,52            | 17,28            | 17,89            | 18,34            | 15,53            | 11,23            | 6,84             | 4,01             |                  |
| Середня температура, °C                       | 1,56             | 2,96             | 4,67             | 7,09             | 10,29            | 13,05            | 15,56            | 16,01            | 13,18            | 8,90             | 4,50             | 1,68             |                  |
| Середній мінімум, °C                          | −2,69            | −1,3             | 0,41             | 2,83             | 6,01             | 8,78             | 13,21            | 13,68            | 10,84            | 6,57             | 2,16             | −0,66            |                  |
| Норма опадів, мм                              | 267              | 188              | 174              | 142              | 106              | 97               | 56               | 69               | 78               | 244              | 309              | 254              |                  |
| Середньомісячна швидкість вітру, м/с          | 3.26             | 3.15             | 3.22             | 3.25             | 3.16             | 3.18             | 3.13             | 2.84             | 2.72             | 2.95             | 3.35             | 3.22             |                  |
| Середньомісячна сонячна радіація, кДж/м²·день | 2791             | 5448             | 9608             | 14499            | 18435            | 19735            | 20294            | 17359            | 12370            | 6619             | 3259             | 2155             |                  |
| --------------------------------------------- | ---------------- | ---------------- | ---------------- | ---------------- | ---------------- | ---------------- | ---------------- | ---------------- | ---------------- | ---------------- | ---------------- | ---------------- | ---------------- |
| Джерело:                                      |                  |                  |                  |                  |                  |                  |                  |                  |                  |                  |                  |                  |                  |